# Vitalius longisternalis
Vitalius longisternalis là một loài nhện trong họ Theraphosidae.
Loài này thuộc chi Vitalius. Vitalius longisternalis được miêu tả năm 2001 bởi Bertani.